# Ligonier (Indiana)
Ligonier es una ciudad ubicada en el condado de Noble en el estado estadounidense de Indiana. En el Censo de 2010 tenía una población de 4405 habitantes y una densidad poblacional de 736,27 personas por km².

## Geografía
Ligonier se encuentra ubicada en las coordenadas 41°27′54″N 85°35′41″O / 41.46500, -85.59472. Según la Oficina del Censo de los Estados Unidos, Ligonier tiene una superficie total de 5.98 km², de la cual 5.98 km² corresponden a tierra firme y (0%) 0 km² es agua.

## Demografía
Según el censo de 2010, había 4405 personas residiendo en Ligonier. La densidad de población era de 736,27 hab./km². De los 4405 habitantes, Ligonier estaba compuesto por el 69.65% blancos, el 0.36% eran afroamericanos, el 0.25% eran amerindios, el 0.48% eran asiáticos, el 0.02% eran isleños del Pacífico, el 26.58% eran de otras razas y el 2.66% pertenecían a dos o más razas. Del total de la población el 51.53% eran hispanos o latinos de cualquier raza.
¿Y por qué la suma da mayor a 100%?
Favor revisar.